# اگراهرا، کورتاگری
اگراهرا، کورتاگری (به انگلیسی: Agrahara, Koratagere) یک منطقهٔ مسکونی در هند است که در کارناتاکا واقع شده‌است.